# Bookmaker
Format:Undefined

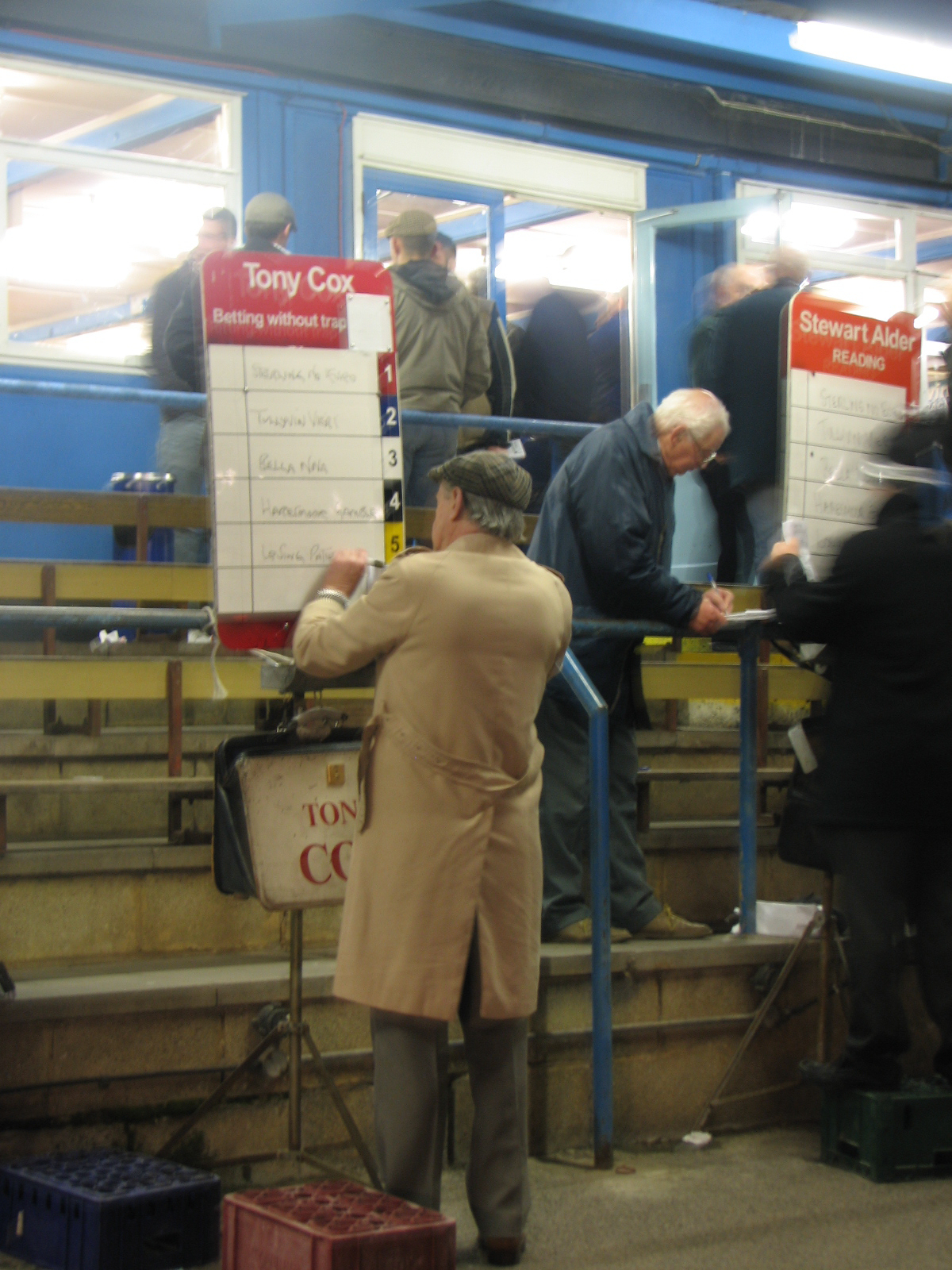
Bookmakeri la o cursă în Reading, Berkshire, Regatul Unit

Bookmakerul este o organizație sau persoană fizică care organizează ținerea de pariuri privind rezultatul unui oarecare viitor eveniment, (de obicei sportiv) asigurând plata unor premii, în baza unor mize și cote stabilite din timp.

## Diferențele dintre Moldova și România în ceea ce privește pariurile
În România pariurile sportive online au fost reglementate în anul 2015 în timp ce în Moldova acestea au fost reglementate în anul 2016. Cu toate că în Moldova nu sunt prezente atât de multe case de pariuri internaționale, există câteva case de pariuri cunoscute precum 1xbet, bet365, 20bet, etc. 
În Moldova casele de pariuri apelează la Agenția Servicii Publice pentru a primi licența de funcționare, în timp ce în România acest rol este deținut de Oficiul Național pentru Jocuri de Noroc.
Pe de altă parte, în Moldova impozitul pe câștiga la pariuri sportive este de 12% în timp ce în România este impozitul pentru retragerile de la casele de pariuri online este: 3% pentru retrageri până în 10000, 300 RON + 20% din retragerile ce depășesc 10000 RON, 11.650 RON + 40% din retragerile ce depășesc 66.750 RON.

## Istoria pariurilor online
Primele site-uri de pariuri au fost create în jurul anului 1995, printre care și Intertops, care s-a bazat pe o lege adoptată de națiunea insulară Antigua și Barbuda în 1994, care acordă licențe companiilor care doresc să ofere servicii de jocuri de noroc peste tot. Ulterior, au obținut licențe din Quebec sau Malta. Pariurile pe evenimente sportive au devenit rapid foarte populare.
În 2000, Betfair a fost lansat și a revoluționat industria: Betfair în sine nu a acceptat pariurile clienților, ci le-a oferit clienților șansa să plaseze pariuri între ei. Aceste pariuri peer-to-peer au fost rapid foarte populare. În 2002, a fost lansat primul site de pariu live, oferind pariorilor posibilitatea de a paria pe un eveniment sportiv în timp ce acesta avea loc. Astăzi, pe site-urile de pariuri sunt disponibile tot felul de sporturi, fie că sunt colective (fotbal, baschet) sau individuale (tenis, box), eventual o competiție care implică mai mult de doi jucători sau pe echipe (atletism, ciclism). Jucătorul poate plasa un pariu, care poate fi pe scorul final (1X2 la fotbal), un număr de goluri marcate etc., apoi încheie pariul alegând suma pe care este dispus să o parieze. Pe toate site-urile, nu mai puțin de 20.000 de pariuri sunt posibile în fiecare zi.

## În România
Conform legislației din România, pentru a putea accepta pariuri bookmakerii sunt obligați să dețină o licență clasa I emisă de Oficiul Național pentru Jocuri de Noroc.
Toți operatorii din România care nu s-au aliniat noilor reglementări au fost incluși pe lista neagră, și ulterior prin intermediul furnizorilor de Internet accesul jucătorilor la aceste site-uri a fost restricționat pe teritoriul României.

### Aspectele pe care o casă de pariuri legală trebuie să le împlinească, sunt următoarele
- licență: să existe pe lista albă a Oficiul Național pentru Jocuri de Noroc.   Faptul că sunt licențiate asigură faptul că platforma casei de priuri a îndeplinit standardele necesare  de integritate, securitate și stabilitate financiară. 
- verificarea vârstei: o casă de pariuri legală trebuie să aibă ca pas al procesului de înregistrare,  verificare vârstei clienților lor pentru a fi siguri că aceștia au vârsta legală pentru a juca jocuri de noroc. Acest lucru necesită casei de pariuri să obțină de la jucător, un act de identitate valid. 
- tranzacții sigure: un bookmaker legal trebuie să aibă sisteme securizate pentru acceptarea și procesarea pariurilor și plăților În concluzie, o casă de pariuri legală (anchor to our article)  trebuie să respecte toate legile și reglementările aplicabile țărilor în care operează, să funcționeze cu integritate și transparență și să acorde prioritate siguranței și bunăstării clienților.  

Pentru a afla totul despre care sunt legile în vigoare, în România, la ora actuală, citiți totul pe pagina de start a ONJN. 
Casele de pariuri de top care fac parte din lista albă a Oficiul Național pentru Jocuri de Noroc al României sunt Unibet, Favbet, Netbet, Betano și Betfair.